# Adelheid von Ziegenhain (Kaufungen)
Adelheid von Ziegenhain (auch: Alheid; † 1388) war von 1378 bis mindestens 1384 Äbtissin des Frauenstifts Kaufungen im nordhessischen Kaufungen.
Sie war eine Tochter des Grafen Johann I. von Ziegenhain und dessen Gemahlin Luckardis.
Im Jahre 1333 heiratete sie den Grafen Heinrich II. († 1380) aus der obermainischen Linie derer von Truhendingen. Diese Ehe wurde geschieden, noch vor 1360, und Adelheid trat als Stiftsdame in Kaufungen ein. Im September 1360 ist sie dort  beurkundet, als sie gegenüber ihrem Bruder Gottfried VII. auf ihr elterliches Erbe verzichtete. Im Jahre 1374 ist sie als Pröpstin in Kaufungen beurkundet, und 1378 wurde sie nach dem Tod ihrer Vorgängerin Jutta von Katzenelnbogen (* 1315; † 1378) von den fünf Stiftsdamen zur Äbtissin gewählt. Bis 1384 ist sie als solche beurkundet. In ihre Amtszeit fiel um 1379 die Erneuerung des Kreuzgangs und des südlichen Querarms der Stiftskirche. Sie starb 1388, aber schon ab 1385 wird Margarethe von Stein als Äbtissin des Stifts genannt.